# Episodi di Anna, Ciro e... compagnia (prima stagione)
La prima stagione della serie televisiva Anna, Ciro e... compagnia, composta da 13 episodi, fu trasmessa in prima visione su TV2 dal 3 maggio al 2 agosto 1982.
| nº | Titolo                         | Prima TV       |
| -- | ------------------------------ | -------------- |
| 1  | L'uomo dal sacco a pelo        | 3 maggio 1982  |
| 2  | La fuga di Ciro                | 10 maggio 1982 |
| 3  | La fornace contesa             | 17 maggio 1982 |
| 4  | L'ultima corsa                 | 24 maggio 1982 |
| 5  | La nonna rapita                | 31 maggio 1982 |
| 6  | La casa dei fantasmi           | 7 giugno 1982  |
| 7  | Ciro e i suoi fratelli         | 14 giugno 1982 |
| 8  | Il manoscritto nella bottiglia | 21 giugno 1982 |
| 9  | La passata del pesce           | 28 giugno 1982 |
| 10 | L'amico Filippo                | 5 luglio 1982  |
| 11 | Un giorno da schiavo           | 12 luglio 1982 |
| 12 | Una strana ragazza             | 19 luglio 1982 |
| 13 | Il segreto di Francesco        | 2 agosto 1982  |